# Козацькі пісні

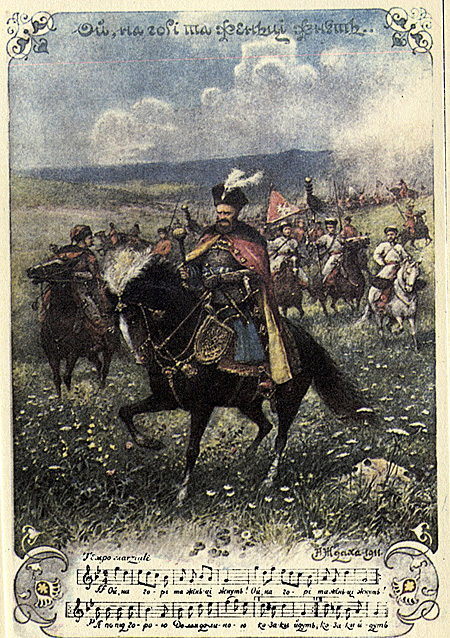
Листівка А. Ждахи з мотивів «Ой на горі та й женці жнуть».

Козацькі співанки — народні, історичні співанки та думи в котрих оспівується
Козацька доба. Містять героїчні, часом алегоричні, засоби опису смерті козака, від'їзд до чужих країв, сум за Батьківщиною, герці та баталії. Згодом до жанру було доєднано твори гайдамацької тематики. Переважно не входили до репертуару придворних музик, їх розповсюдженням займались здебільшого кобзарі та лірники.
Найдавнішими за походженням є козацькі співанки, які виникли у XV—XVI ст. з появою козацтва. Вони найбільше увібрали в себе історичні реалії своєї доби. Маючи у своїй основі реальні факти і явища (боротьба з турецько-татарськими нападниками, перемоги і поразки козацького війська, чужинська неволя, рабство і т. ін.), козацькі співанки передусім витворюють ліричний образ козака — типового представника Запорізької Січі, відтворюють його внутрішній духовний світ, думки і почуття, зроджені різними обставинами неспокійного козацького життя, передають романтику козацької волі.
До більш давньої історичної доби відносяться співанки про польову сторожу, постій козаків і пожежу в степу, про бурю на морі і потоплення турецького корабля, про сутички витязя-русича з турком чи татарином. Ці давні тексти мають багато спільних рис з героїчними колядками, тематично перегукуються з билинами і думами, історичними співанками. Але цей найдавніший пласт суспільно-побутової лірики небагаточисленний, і навіть ті з текстів, що збереглись до нашого часу, зазнали певних впливів і нашарувань наступних історичних епох. Основна частина козацьких співанок, хоч і не позбавлена певних архаїчних рис, все ж має більш сучасний характер.
Козацькі співанки дніпропетровських ансамблів «Криниця», «Богуславочка» і «Первоцвіт» увійшли до культурної спадщини ЮНЕСКО
Однією з найпоширеніших тем козацьких співанок є прощання козака з рідними та його від´їзд з дому. Ці співанки завжди пройняті мотивом туги, патріотичні почуття відступають на другий план, основне місце займає смуток прощання з сім´єю, коханою дівчиною чи молодою дружиною. Картина проводжання козака до війська не позбавлена ритуальних рис: батько сідлає, а мати напуває коня, дівчина дарує весільну хустину, ворожить на дорогу, замовляє сили природи допомагати її коханому на шляху і т. ін. Мотив розставання може драматизуватися проханням дівчини взяти її з собою, плачем матері за єдиним сином або ж провіщенням смерті козака. Тривога, погане передчуття передається так званими формулами неможливого.
Наприклад, на питання матері: «Сину мій, коли приїдеш до нас?» хлопець відповідає: «Як павине пір´я наспід потоне, млиновий камінь наверх виплине» («Ой мала вдова сина сокола»); або сестра говорить, що брат її повернеться тоді, коли зійде пісок, що вона посіяла на камені і т. ін. Часто символічним провісником смерті у цих творах є чорний птах або кінь. В. Балушок пов´язує ці мотиви прощання з обрядом ініціації козаків, який передбачав перехід їх у інший стан, відлучення від родини, важкі випробування, можливу загибель: «Обряди відокремлення майбутніх запорожців (передлімінальна фаза) відобразилися і в козацьких піснях та прощальних голосіннях, походження яких, з усією очевидністю, пов´язане з ритуальним проводжанням козаків з дому в далекий похід…».
Козацьке життя у ліричних співанках змальовано, як правило, поза межами битв, звитяжних подвигів. Центральна тема — козацький побут і викликані ним почуття та думки. Основні мотиви — життя в походах без відпочинку, коли нема де прихилити голови, і домом стає зелена діброва чи темний байрак: — Добривечір тобі, ти, темний байраче! Переночуй хоч ніченьку ту волю козачу. — Не переночую, бо жаль мені буде, Щось у лузі сизий голуб жалібненько гуде; Вже ж про тебе, козаченьку, й вороги питають, Що дня й ночі в темнім лузі все тебе шукають… («Добривечір тобі, зелена діброво»)
З ним, як бачимо, переплітається мотив небезпеки, що постійно чигає на козака, який вже змирився з думкою, що кожної хвилини може загинути.
Особливо драматичним є мотив ностальгії за рідним домом: далеко від рідного краю в уяві козака зринають образи батьків, думки про те, чи вони ще живі; образ коханої дівчини чи дружини, що кличе до себе або сумно дивиться на судженого, викликає в козацькій душі суперечливі почуття, бажання повернутися додому. Тому в ліричних співанках козак часто сумує — «світом нудить», плаче. Туга посилюється мотивом самотності: єдиним другом козака є вірний кінь, що розуміє його настрій, хвилювання, охороняє в час небезпеки, попереджує про неї, а якщо господар загинув, сповіщає про це його рідних.
Тема смерті козака є однією з найпоширеніших у цій групі співанок. Причому в них, як правило, не змальовуються ні битви, ні поєдинки, не говориться про обставини смерті козака, не пояснюються причини, чому він сам залишився лежати на полі бою. Картина загибелі козака постає доволі традиційною: вбитий він лежить під калиною чи тополею, очі накриті червоною китайкою (символ козацької слави, у дохристиянські часи червоний — колір смерті), над ним нахилився вірний кінь, над ним кружляє чорний ворон (теж символи смерті, представники потойбічного світу):
Ой на горі огонь горить, Що в головах ворон кряче,
А в долині козак лежить. А в ніженьках коник плаче…
Накрив очі китайкою
Заслугою козацькою. — («Ой на горі вогонь горить»)
У деяких співанках смертельно поранений козак розмовляє зі своїм єдиним другом-конем, який копитами в землі копає для нього могилу, просить його передати останню звістку рідним:
Не стій, коню, надо мною, Буде ті сі щось питати —
Біжи, коню, ти додому… Ти знай, коню, що казати.
```
..А як прийдеш д´новій хаті, Ой не кажи, що вбит лежу,
```

Вдар копитом в новий поріг, Але кажи — в войську служу.
Вийде д´тобі стара жона. Взяли собі ґаздинечку
Яко земля почорніла, Під зелену журавочку.
Тото моя мама рідна. Не плач, мати, та не тужи,
Буде тебе пізнавати, Ой синові добре дуже…
(«Ой у лісі в Керелецькім»)
Дуже поширений в козацьких співанках мотив смерті козака як вінчання з сирою землею чи з травою-муравою. Особливого драматизму він набуває в співанках, де загибель козака представлено у формі розгорнутої метафори — як опис весілля:
Не плач, мати, не журися, Узяв собі два бояри —
Бо вже твій син оженився; В чистім полі два явори;
Узяв собі царську дочку — Узяв собі штири свати —
В чистім полі могилочку; В чистім полі чорні птахи;
Узяв собі два музики — Узяв собі дві світилки —
В чистім полі два патики; В чистім полі дві кропивки…
(«Ой за темними лісами»)
Вершиною драматизму і трагізму в розкритті теми смерті козака є змалювання страхітливого бенкету хижих птахів, що глумляться над тілом убитого козака («Чорна рілля ізорана», «Летів орел, летів»).
Однак, незважаючи на мотиви страждань, нелегкої долі, смерті козака, цим співанкам властива і тема волі, воїнської звитяги, в них возвеличується патріотичний дух, безстрашність, самовідданість всенародній справі національного визволення, оспівується козацька слава, символом якої стає червона китайка:
Та щоб наша червона китайка не злиняла,
а щоб наша козацькая слава не пропала…
Символом козацької звитяги, нездоланності духу стає і насипана висока могила — пам´ятник воїнської доблесті. Ці співанки пройняті романтичним духом. «Соціальні мотиви в них переплітаються з інтимними, глибокий драматизм не падає в безвихідь, а підіймається на крилах нелегкої але безсмертної слави…». На відміну від інших жанрових різновидів суспільно-побутової лірики, де здебільшого основний акцент робиться на побутовій тематиці, реаліях щоденного життя, козацькі співанки романтизують побут, створюють відчуття волі, що підкреслюється пейзажними картинами: безмежний степ, по якому козак «сім днів гуляє» на своєму коні, зелена діброва, яка «ховає» його від ворогів. Крім того, що всі епізоди козацького життя подаються на тлі природи, романтизація відбувається й в інших аспектах образотворення: передаються розмови козака з конем, орлом, зозулею, вітром.
Персоніфікація сил природи надає цим співанкам казковості, споріднює їх з древнім пластом національної архетипності, архаїчної свідомості. У романтичному ключі створений і узагальнений типовий образ козака: мужній і безстрашний в бою, він водночас надзвичайно чуттєвий (на самоті тужить за домівкою, плаче, згадуючи про кохану та ін.) — тобто йому властива психологічна душевна роздвоєність.
Козацькі співанки, як найдавніший пласт суспільно-побутової лірики, зберігають також деякі елементи міфологічного мислення. Хоч у них нема чітко виражених фантастичних картин, але, наприклад, в образі козака поряд з оспівуванням його природних здібностей (які, як властиво для усіх жанрів фольклору, гіперболізуються), може говоритися про його надприродні вміння чи силу — перед ним відступають не тільки вороги, а й втікають звірі, бо «чують його силу»; йому підвладні природні стихії (гасне вогонь, втихають води); за ним скрізь, куди б він не йшов залишаються сліди — навіть на камені «підківки знати» (елементи магічної гомеопатії); від його погляду спадають кайдани і т. ін. У цих співанках чути відгомін легенд про життя козаків-характерників, які, маючи зв´язок з нечистою силою (продали душу дияволові, замість коня у них перетворений чорт і т. ін.), проявляють надприродну силу і владу над іншими.
Давність походження козацьких співанок виявляється і в їхній образності. Крім головного ліричного героя — козака, в них фігурують архетипні образи коня (який може говорити людською мовою, плаче над убитим козаком, просить прокинутись), сивої зозулі (розповідає козакові, що діється вдома, від нього несе звістку рідним), ворона, сокола; персоніфіковані образи сил природи, дерев (або всієї діброви, лісу, гаю) тощо.
Для них властива й своєрідна метафорика. Так, наприклад, битва асоціюється з бенкетом (почати битву — наварити меду, наварити пива), важка виснажлива битва змальовується як спорудження мостів чи греблі, поле бою — у вигляді зораної ріллі, засіяної кулями, смерть козака — вінчання з могилою. Давність походження такої художньообразної структури підтверджується її спорідненістю з давніми писемними пам´ятками — літописами, «Словом о полку Ігоревім». Тому козацькі співанки, що збереглися до нашого часу, є особливо цінними творами соціальної лірики. Вони стали основою подібних за тематикою і поетикою солдатських, рекрутських, вояцьких, жовнірських співанок.